# Franz Hilmar
Franz Hilmar (bl. 1920) war ein deutscher Schwimmer, der im frühen 20. Jahrhundert aktiv war. Er startete für Hellas Magdeburg.
Bei den Deutschen Schwimmmeisterschaften 1920 gewann er den Titel über 100 m Freistil.